# Manchester Airport
Manchester Airport (IATA: MAN, ICAO: EGCC) är Storbritanniens tredje största flygplats. Flygplatsen grundades 1954 och ligger cirka 15 kilometer söder om Manchesters centrum. Mellan 1975 och 1986 användes namnet Manchester International Airport. 2007 använde drygt 22 miljoner passagerare flygplatsen. Flygplatsen har två landningsbanor och tre terminaler. Den har också en järnvägsstation.

## Sevärdheter

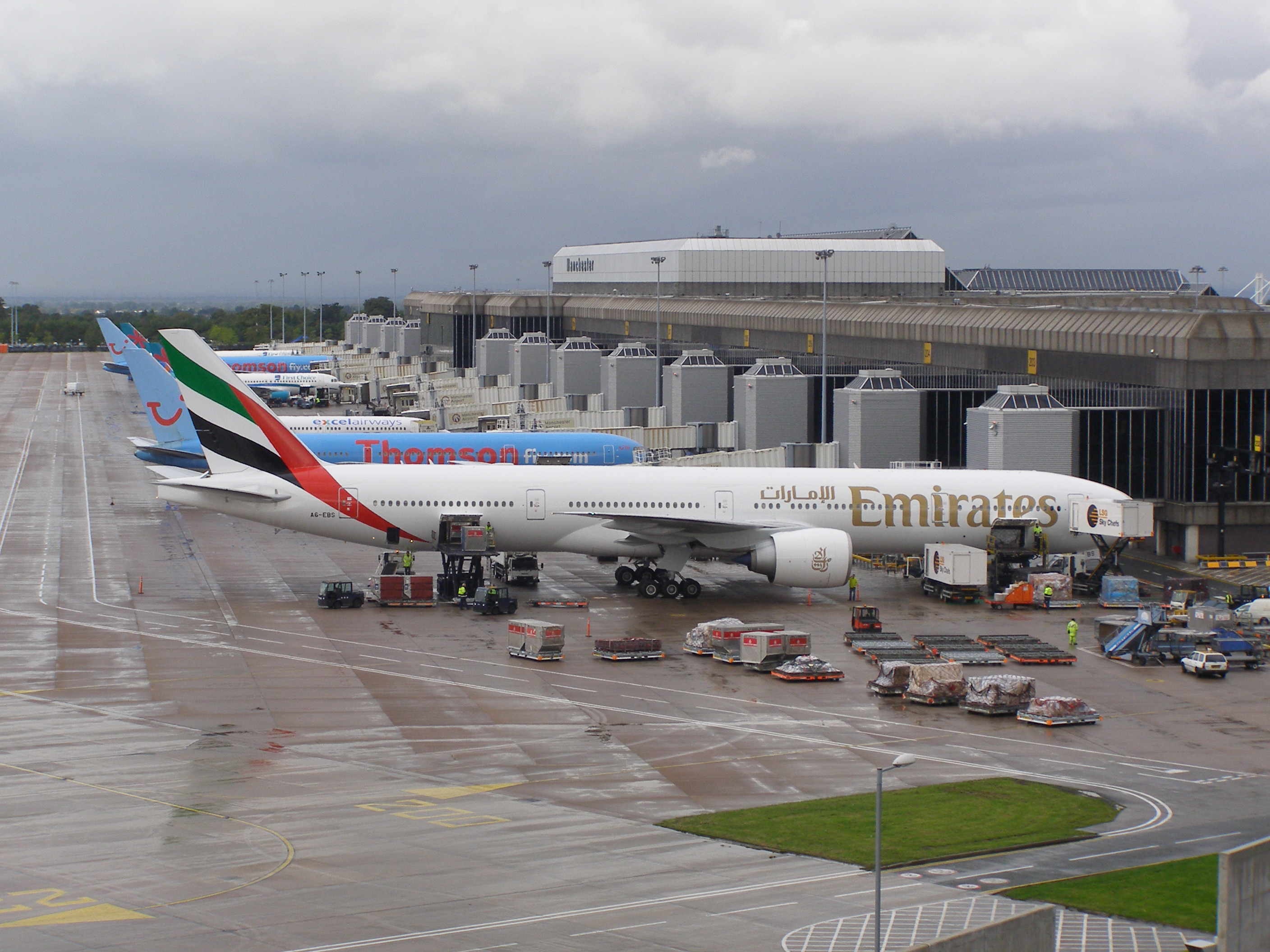
Ett Emirates-flygplan på terminal 2.

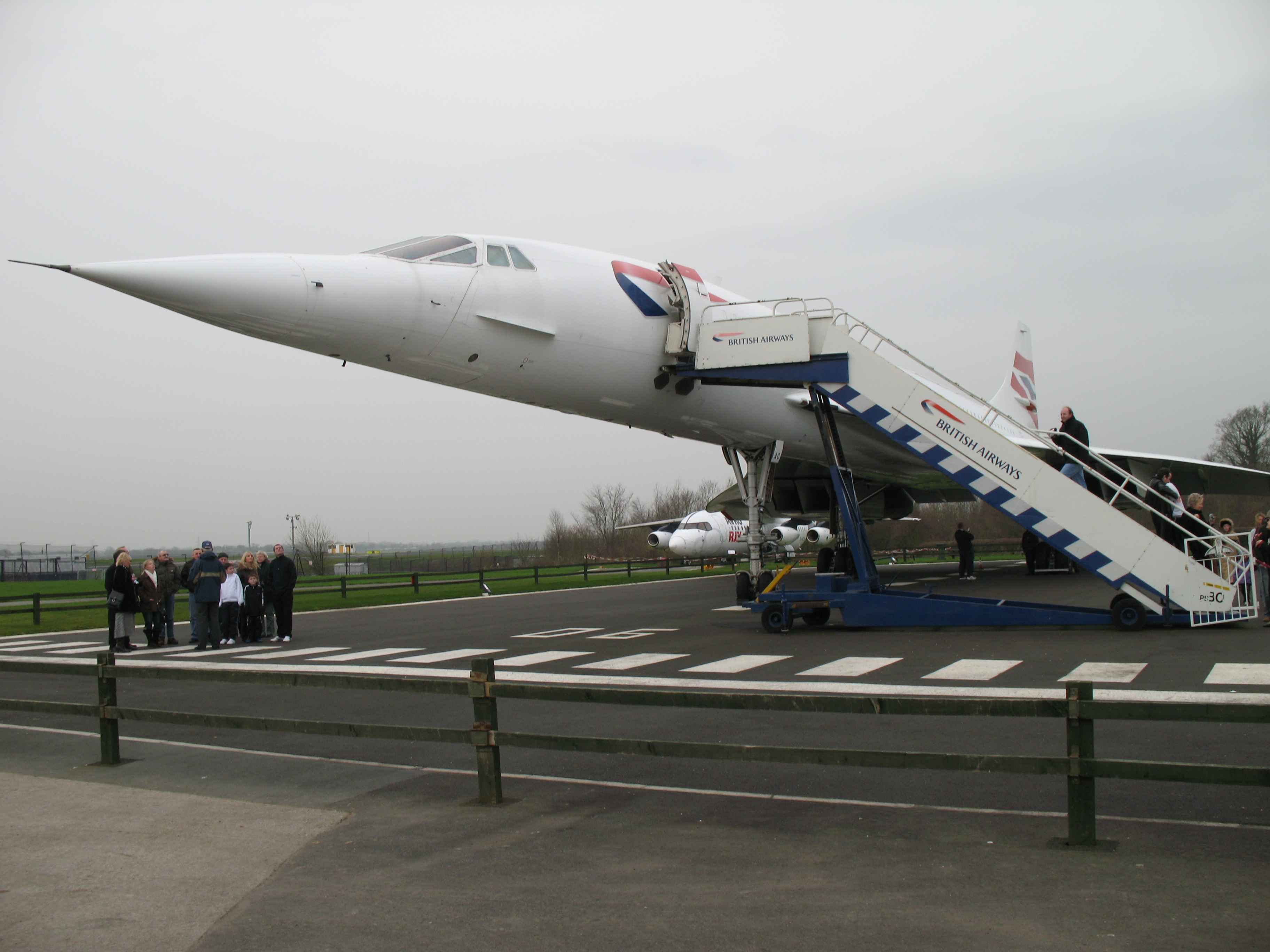
Concorde utställd i "Aviation Viewing Park".

År 1992 öppnades "Aviation Viewing Park" som är belägen vid flygplatsens västra sida. Platsen ger möjligheter för flight spotters att beskåda starter och landningar på flygplatsens båda landningsbanor. Dessutom finns följande äldre flygplan utställda:
- G-BOAC, en Concorde som tillhört British Airways, som tidigare hade sju Concorde-plan i sin flotta.

- Det sista trafikflygplan som byggdes i Storbritannien, BAE Systems Avro RJX, G-IRJX.

- Den främre delen av flygplanskroppen på en Douglas DC-10 som tillhört Monarch Airlines.

- En av bara två bevarade Hawker Siddeley Trident 3B, i BEA:s färger.